# Toscano Originale
Il Toscano Originale è un tipo di sigaro Toscano realizzato a mano nella manifattura di Lucca con la stessa tecnica usata nell'Ottocento, sebbene sia stato presentato al pubblico soltanto nel 1985. Oggi è disponibile nella classica confezione da due sigari, mentre fino a qualche tempo fa lo si trovava anche in astucci di legno da otto sigari.

## Caratteristiche
Caratteristiche distintive del Toscano Originale:
- Manifattura di produzione: Lucca
- Tempo di maturazione e stagionatura: 12 mesi
- Fascia: Kentucky nordamericano
- Ripieno: Tabacco nazionale più i ritagli della fascia
- Aspetto: Marrone scuro
- Fabbricazione: a mano
- Lunghezza: 170 mm +/- 1
- Diametro pancia: 16,5 mm (variabile)
- Diametro punte: 10 mm +/- 0,5
- Volume: 23,9 ml
- Peso: circa 9 gr (variabile)
- Densità: 0,378 g/ml
- Anno di uscita: 1985
- Disponibilità: in produzione
- Fascetta: Tricolore con medaglione centrale riproducente il profilo del Granduca Leopoldo.